# José Bernardo de la Meana
José Bernardo de la Meana Costales (Oviedo, 1715 - 1790) fue un escultor y arquitecto español. Representante del último barroco español. Su vida estuvo dedicada, ya en los últimos cuarenta años de su carrera artística, a la Catedral de Oviedo ejerciendo como Maestro Mayor de la misma.

## Biografía
José nace en la ciudad de Oviedo y es bautizado en la Iglesia de San Juan el Real. Se desconoce si tuvo formación en la Real Academia de San Fernando de Madrid. Aunque se conoce que su primer mentor fue Toribio de Nava. Es posible que durante la estancia ovetense de Pedro de Ribera, tuviera algún contacto artístico con él (en 1739, cuando José tiene la edad de veinticuatro años). En los contratos realizados, figura como escultor y arquitecto. Como arquitecto realiza obras en la torre de la catedral, o el enlosado de la plazuela (del Palacio). Como escultor realiza numerosos retablos e imágenes, entre ellos el de la Capilla de los Dolores de Grado.